# Polistes instabilis
Polistes instabilis är en getingart som beskrevs av Henri Saussure 1853. Polistes instabilis ingår i släktet pappersgetingar, och familjen getingar. Inga underarter finns listade i Catalogue of Life.